# Museo de literatura rumana "Mihail Kogălniceanu" de Chisináu
Museo de literatura rumana "Mihail Kogălniceanu" de Chisináu (en rumano: Muzeul Literaturii Române „Mihail Kogălniceanu” din Chișinău) es un museo en la ciudad de Chisináu, en Moldavia.
El espacio fue establecido el 1 de abril de 1965, de acuerdo con una decisión del gobierno de la República Socialista Soviética de Moldavia del 10 de febrero de 1965. Desde el principio, se afilió a la Unión de Escritores de Moldavia. El primer director fue Gheorghe Cincilei (1936-1999). En 1983, el museo tomó el nombre de Dimitrie Cantemir, y en 1991 se convirtió en Centrul Nacional de Studii Literare şi Muzeografie "M.Kogălniceanu". Desde 1997, el museo ha operado bajo el nombre de Museo de la Literatura Rumana "Mihail Kogălniceanu".